# Burmistrzowie i prezydenci Gdańska
Prezydent miasta Gdańska – jednoosobowy organ wykonawczy Miasta Gdańska, wybierany od 2002 r. w wyborach bezpośrednich. Wykonuje on zadania zarządu powiatu i starosty. Kieruje on pracą Urzędu Miejskiego w Gdańsku i przygotowuje projekty uchwał Rady Miasta.
Niniejszy artykuł zawiera listę burmistrzów, prezydentów i przewodniczących Rady Miasta Gdańska.

## Lata 1342–1794

### Czasy panowania zakonu krzyżackiego
Burmistrzowie Głównego Miasta Gdańska (funkcjonującego od 1342 do 15 maja 1457 r.)
- Detlef von der Osten (1342-1347)
- Heinrich Burmeister (1342-1355)
- Hildebrand Münzer (1351-1373)
- Johann von Stein (1356-1359)
- Johann Walrabe I (1359-1371)
- Casper Bock (1361-1363)
- Gottschalk Nase (1363-1390)
- Paul Zahn (1368-1381)
- Johann Walrabe II (1372-1386)
- Nicolaus Gottesknecht (1374-1386)
- Peter von Oppeln (1382-1383)
- Hermann Kolberg (1384-1397)
- Reinhold Hittfeld (1391-1405)
- Lubert Sack (1395-1398)
- Peter Fürstenau (1397-1404)
- Tiedemann Huxer (1402-1418)
- Conrad Letzkau (1405-1411)
- Johann Gödeke (1406)
- Arnold Hecht (1407-1411)
- Peter Vorrath (1407-1411)
- Albrecht Dodorf (1411-1413)
- Herman Hittfeld (1411-1416)
- Gerard von der Becke (1413, 1415-1430)
- Johann Hamer (1414-1432)
- Stephan Plotzker (1415-1416)
- Nicolaus Rogge (1417-1436)
- Johann Baisener (1419-1429)
- Peter Holsten (1430-1441)
- Albrecht Huxer (1431-1432, 1445-1454)
- Heinrich Vorrath (1433-1443)
- Lukas Meckelfeld (1433-1446)
- Meinhard Cölner (1436-1449)
- Martin Cremon (1442-1456)
- Reinhold Niederhof (1447-1457)
- Herman Stargard (1452-1457)
- Wilhelm Jordan (1454-1457)

### Okres I Rzeczypospolitej

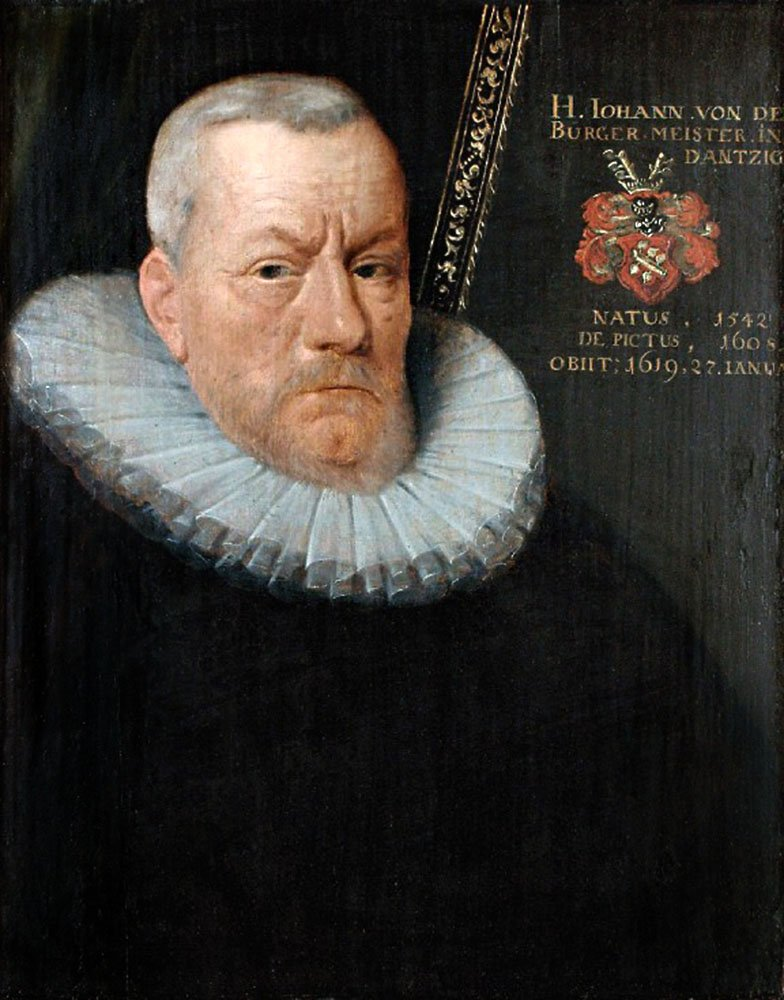
Johann van der Linde (1608)

Rada Miasta wybierała czterech burmistrzów. Pierwszy nosił tytuł burmistrza prezydującego i skupiał najwyższą władzę. Po upływie roku prezydent zdawał urząd na rzecz drugiego burmistrza, który stawał się prezydentem a sam obejmował urząd czwartego burmistrza. Pierwszemu burmistrzowi podlegały m.in. sprawy zewnętrzne miasta oraz administracyjno-sądowe, drugiemu – cywilno-sądowe, trzeciemu – sprawy wojskowe, a czwartemu – straże miejskie.
- Reinhold Niederhof (1457-1480)
- Herman Stargard (1457-1461)
- Wilhelm Jordan (1457-1461)
- Jakob Falcke (1457-1461)
- Johann von Schouwen (1461-1475)
- Johann Fere (1461-1478)
- Johann von dem Walde (1461-1468)
- Philip Bischof I (1470-1483)
- Johann Angermünde (1476-1482)
- Johann Ferber (1479-1501)
- Martin Bock (1483-1484)
- Johann Schewecke I (1484-1490)
- Georg Bock (1484-1503)
- Heinrich Falcke (1489-1505)
- Heinrich Suchten (1492-1501)
- Georg Mandt (1502-1513)
- Johann Schewecke II (1503-1512)
- Matthias Zimmermann (1504-1513)
- Anton Bokelmann (1506-1507)
- Eberhard Ferber (1510-1522)
- Gregor Brandt (1514-1524)
- Heinrich Wise (1514-1521)
- Philip Bischof II (1517-1535)
- Matthias Lange (1522-1524, 1526-1529)
- Kurt Suchten (1525)
- Johann Wentland (1525)
- Georg Zimmermann (1525)
- Eduard Niederhof (1526-1533)
- Johann von Werden (1526-1554)
- Georg Schewecke (1531-1547)
- Peter Behme (1536-1538)
- Bartholomäus Brandt (1538-1548)
- Tiedemann Giese (1540-1556)
- Johann Brandes (1548-1577)
- Johann Stutte (1550-1554)
- Constantin Ferber I (1555-1588)
- Johann Proite (1557-1578)
- Georg Kleefeld (1558-1575)
- Reinhold Mölner (1577-1585)
- Georg Rosenberg (1578-1591)
- Johann van der Linde(inne języki) (1581-1618)
- Daniel Zierenberg (1586-1602)
- Constantin Giese (1589-1604)
- Gerard Brandes (1592-1611)
- Johann von der Beke (1603-1611)
- Bartłomiej Schachmann (1605-1614)
- Andreas Borckmann (1612-1616)
- Johann Speimann (1612-1625)
- Bartholomäus Brandt (1615-1617)
- Arnold von Holten (1617-1629)
- Eggert von Kempen (1618-1636)
- Valentin von Bodeck (1619-1635)
- Ernest Kerl (1626-1629)
- Adrian von der Linde I (1630-1631)
- Johann Zierenberg (1630-1642)
- Constantin Ferber III (1632-1654)
- Johann Rogge (1636-1644)
- Johann Ernest Schröer (1637-1639)
- Nicolaus Pahl (1640-1649)
- Elert von Bobart (1643-1644)
- Daniel Falcke (1645-1646)
- Adrian von der Linde II (1645-1682)
- Heinrich Freder (1647-1654)
- Friedrich Ehler (1650-1665)
- Nathaniel Schmieden (1655-1663)
- Georg von Bömeln (1655-1676)
- Nicolaus von Bodeck (1664-1676)
- Gabriel Krumhausen (1666-1685)
- Daniel Proite (1677-1686)
- Christian Schröder (1677-1701)
- Gabriel Schumann (1683-1699)
- Constantin Ferber IV (1686-1704)
- Constantin Pahl (1687-1691)
- Johann Ernst Schmieden (1692-1706)
- Constantin Freder (1700-1707)
- Reinold Wieder (1702-1707)
- Andreas Borckmann (1704-1722)
- Friedrich Gottleb Engelcke (1707-1715)
- Joachim Hoppe (1708-1711)
- Gabriel Bömeln (1708-1740)
- Johann Ernst von der Linde (1712-1721)
- Karl Ernst Bauer (1716-1719)
- Johann Gotffried von Diesseldorf (1720-1745)
- Salomon Gabriel Schumann (1722-1729)
- Gottfried Bentzmann (1723-1734)
- Abraham Groddeck (1730-1739)
- Johann Wahl (1735-1757)
- Carl Gottlieb Ehler (1740-1753)
- Joachim Jakob Schrader (1741-1745)
- Johann Karl Schwartzwald (1746-1748)
- Nathanael Gottfried Ferber (1746-1755)
- Friedrich Reyger (1750-1753)
- Michael Schmidt (1754-1760)
- Christian Gabriel Schröder (1754-1762)
- Johann Renner (1756-1761)
- Carl Groddeck (1758-1774)
- Eduard Friedrich von Conradi (1761-1792)
- Gottlieb Gabriel von Weickhmann (1762-1776)
- Daniel Gralath (1763-1767)
- Heinrich Zernecke (1768-1775)
- Samuel Wolff (1775-1779)
- Gottfried Schwartz (1776-1777)
- Johann Gottlieb Pegelau (1777-1792)
- Johann Bentzmann (1778-1792)
- Johann Gottfried Reyger (1780-1792)

## Lata 1794–1919

### Zabórpruski
25 kwietnia 1794 – 31 sierpnia 1803 – Johann Christian von Lindenowski (prezydent)

1794 – Michael Groddeck (burmistrz policji)

1794 – E.F. von Gralath (burmistrz)

1794-? – Johann Willhelm Weickhmann (burmistrz)

16 kwietnia 1804 – 27 maja 1807 – Christian Ludwig Bax (prezydent)

### „Wolne Miasto” Napoleońskie
1807-1808 – Carl Friedrich von Gralath (prezydent Senatu)

1807 – Daniel Andreas Zernecke (wiceprezydent Senatu)

1807 – Carl Renner (wiceprezydent Senatu)

1807 – Joachim Willhelm Weickhmann (wiceprezydent Senatu)

1808 – Jacob Ernst Schumann (wiceprezydent Senatu)

1808-1810 – Gottlieb Hufeland (prezydent Senatu)

1810-1814 – Johann Willhelm Wernsdorff (prezydent Senatu)

### Rządy pruskie
Władzę wykonawczą miał Zarząd Miasta, którą kierował wybierany przez Radę Miejską i zatwierdzany przez króla nadburmistrz. Burmistrz wchodził w skład Zarządu Miasta i był szefem administracji miasta.
19 lutego 1814 – 28 marca 1850 – Joachim Heinrich Weickhmann (nadburmistrz)

1814-1820 – Johann Willhelm Wernsdorff (burmistrz)

1820-1827 – Carl Gottlieb Döring (burmistrz)

1827-1836 – Georg Alexander Lankau (burmistrz)

1836-1842 – Friedrich Gotthold Siewert (burmistrz)

1842-1846 – Georg Carl Jacobi (burmistrz)

1847-1862 – Samuel Friedrich Schumann (burmistrz)

styczeń 1850 – 29 grudnia 1862 – Karl August Groddeck (nadburmistrz)

1 stycznia 1863 – 30 listopada 1890 – Leopold von Winter (nadburmistrz)

1863-1875 – Johann Heinrich Lintz (burmistrz)

1876-1877 – Carl Mackbach (burmistrz)

1878-1894 – Albrecht Bruno Hageman (burmistrz)

8 stycznia 1891 – 21 stycznia 1896 – Karl Adolf Baumbach (nadburmistrz)

1895-1910 – Otto Trampe (burmistrz)

14 sierpnia 1896 – 30 listopada 1902 – Clemens Gottlieb Delbrück (nadburmistrz)

20 kwietnia 1903 – 8 lutego 1910 – Heinrich Ehlers (nadburmistrz)

12 sierpnia 1910 – 8 października 1918 – Heinrich Scholtz (nadburmistrz)

1910-1921 – Hugo Bail (burmistrz)

19 lutego 1919 – 6 grudnia 1920 – Heinrich Sahm (nadburmistrz)

## Wolne Miasto Gdańsk
- Heinrich Sahm (6 grudnia 1920 – 9 stycznia 1931, prezydent Senatu)
- Ernst Ziehm (9 stycznia 1931 – 20 czerwca 1933, prezydent Senatu)
- Hermann Rauschning (20 czerwca 1933 – 24 listopada 1934, prezydent Senatu)
- Arthur Greiser (29 listopada 1934 – 1 września 1939, prezydent Senatu)

## Lata 1939–1945
- Georg Lippke (1 września 1939 – marzec 1945, nadburmistrz)
- Friedrich Marzian (1 września 1939 – marzec 1945, burmistrz)

## Zwierzchnicy władzy wykonawczej Gdańska od 1945

### Prezydenci miasta Gdańska w latach 1945–1950
- Franciszek Kotus-Jankowski (3 kwietnia 1945 – 27 maja 1946)
- Bolesław Nowicki (27 maja 1946 – 6 października 1949)
- Piotr Stolarek (6 października 1949 – 2 czerwca 1950)

### Przewodniczący Prezydium Miejskiej Rady Narodowej w Gdańsku w latach 1950–1973
Zgodnie z ustawą Sejmu nastąpiło połączenie funkcji prezydenta miasta oraz przewodniczącego Miejskiej Rady Narodowej. Stanowisko prezydenta miasta przywrócono w 1973.
- Piotr Stolarek (2 czerwca 1950 – 19 lutego 1953)
- Stanisław Schmidt[5] (19 lutego 1953 – 16 grudnia 1954)
- Julian Cybulski (16 grudnia 1954 – 12 lutego 1958)
- Stanisław Schmidt (12 lutego 1958 – 27 lutego 1963)
- Tadeusz Bejm (27 lutego 1963 – 10 czerwca 1969)
- Jan Nikołajew[6] (10 czerwca 1969 – 13 grudnia 1973)

### Prezydenci miasta Gdańska od 1973[7]
- Andrzej Kaznowski (13 grudnia 1973 – 15 września 1977)
- Jerzy Młynarczyk (15 września 1977 – 22 grudnia 1981)
- Kazimierz Rynkowski (22 grudnia 1981 – 23 listopada 1989)
- Jerzy Pasiński (23 listopada 1989 – 10 lipca 1990)
- Jacek Starościak (10 lipca 1990 – 14 czerwca 1991)
- Franciszek Jamroż (14 czerwca 1991 – 7 lipca 1994)
- Tomasz Posadzki (8 lipca 1994 – 26 października 1998)
- Paweł Adamowicz (26 października 1998 – 14 stycznia 2019)[8]
- Aleksandra Dulkiewicz (komisarz miasta Gdańska 17 stycznia 2019 – 11 marca 2019, nieformalnie pełniła obowiązki od 14 stycznia 2019)[9]
- Aleksandra Dulkiewicz (od 11 marca 2019)

## Przewodniczący organów stanowiących Gdańska od 1945

### Przewodniczący Miejskiej Rady Narodowej w Gdańsku w latach 1945–1950
- Alfred Kossakowski (10 lipca 1945 – 29 kwietnia 1948)
- Leon Srebrnik (29 kwietnia 1948 – 6 października 1949)
- Bolesław Gemza (6 października 1949 – 2 lipca 1950)

### Przewodniczący Prezydium Miejskiej Rady Narodowej w Gdańsku w latach 1950–1973
Zgodnie z ustawą Sejmu nastąpiło połączenie funkcji prezydenta miasta oraz przewodniczącego Miejskiej Rady Narodowej. Stanowisko prezydenta miasta przywrócono w 1973.
- Piotr Stolarek (2 czerwca 1950 – 19 lutego 1953)
- Stanisław Schmidt[5] (19 lutego 1953 – 16 grudnia 1954)
- Julian Cybulski (16 grudnia 1954 – 12 lutego 1958)
- Stanisław Schmidt (12 lutego 1958 – 27 lutego 1963)
- Tadeusz Bejm (27 lutego 1963 – 10 czerwca 1969)
- Jan Nikołajew[6] (10 czerwca 1969 – 13 grudnia 1973)

### Przewodniczący Miejskiej Rady Narodowej w Gdańsku w latach 1973–1990
- Adam Nowotnik (13 grudnia 1973 – 4 lutego 1977)
- Jarosław Polski[10] (19 kwietnia 1977 – 30 listopada 1981)
- Wiesław Gruszkowski (30 listopada 1981 – 28 czerwca 1984)
- Eugeniusz Wójcik (29 czerwca 1984 – 28 kwietnia 1986)
- Janusz Lewiński[11] (28 kwietnia 1986 – 26 maja 1990)

### Przewodniczącyrady miasta Gdańskaod 1990[7]
- Franciszek Jamroż (5 czerwca 1990 – 11 grudnia 1990)
- Andrzej Januszajtis (11 grudnia 1990 – 29 czerwca 1994)
- Paweł Adamowicz (30 czerwca 1994 – 19 czerwca 1998)
- Elżbieta Grabarek-Bartoszewicz[12] (26 października 1998 – 31 maja 2001)
- Bogdan Oleszek (12 lipca 2001 – 19 listopada 2018)
- Agnieszka Owczarczak (od 19 listopada 2018)